# کوتوزوف ۲۴۹۲
سیارک ۲۴۹۲ (به انگلیسی: 2492 Kutuzov، نامگذاری:1977NT) دو هزار و چهارصد و نود و دومین سیارک کشف شده‌است که در ۱۴ ژوئیه ۱۹۷۷ کشف شد.
قدر مطلق سیارک برابر ۱۱٫۳۰ است.